# Thomas Rudolph
Thomas Rudolph (Erfurt, 15 giugno 1970) è un ex slittinista tedesco.

## Biografia
Esordì in Coppa del Mondo nella stagione 1989/90, conquistando il primo podio il 23 dicembre 1989 nel doppio a Sigulda (2°) in coppia con Yves Mankel, con il quale ha condiviso anche tutti i suoi successivi risultati nella specialità biposto, e la prima vittoria il 17 gennaio 1993 sempre nel doppio a La Plagne. In classifica generale, come miglior risultato, si piazzò per due volte al secondo posto nella specialità del doppio: nel 1991/92 e nel 1995/96.
Prese parte ad una edizione dei Giochi olimpici invernali, ad Albertville 1992, occasione in cui conquistò la medaglia d'argento nel doppio.
Ai campionati mondiali ottenne una medaglia d'argento nel doppio a Winterberg 1991. Nelle rassegne continentali vinse un titolo europeo a Winterberg 1992 nella gara a squadre.

## Palmarès

### Olimpiadi
- 1 medaglia:
  - 1 argento (doppio ad Albertville 1992).

### Mondiali
- 1 medaglia:
  - 1 argento (doppio a Winterberg 1991).

### Europei
- 3 medaglie:
  - 1 oro (gara a squadre a Winterberg 1992);
  - 1 argento (gara a squadre a Königssee 1994);
  - 1 bronzo (doppio a Königssee 1994).

### Coppa del Mondo
- Miglior piazzamento in classifica generale nel doppio: 2° nel 1991/92 e nel 1995/96.
- 17 podi (tutti nel doppio):
  - 2 vittorie;
  - 8 secondi posti;
  - 7 terzi posti.

#### Coppa del Mondo - vittorie
| Data            | Luogo     | Paese   | Disciplina             |
| --------------- | --------- | ------- | ---------------------- |
| 17 gennaio 1993 | La Plagne | Francia | Doppio con Yves Mankel |
| 3 dicembre 1995 | Igls      | Austria | Doppio con Yves Mankel |